# Seminário Carmelita, Sameiro

## Seminário Carmelita, Sameiro
O Seminário Carmelita do Sameiro, ou Seminário Missionário Carmelita do Sameiro, é  uma Congregação religiosa pertencente á Ordem religiosa Católica Carmelita em Portugal.

## Ordem do Carmo

##### O que é?
A Ordem Carmelita ou Ordem do Carmo terá tido a sua raiz entre 1153 e 1159.  É uma Ordem Religiosa Católica de homens e mulheres que, no Monte Carmelo (monte que deu origem ao nome da Ordem do Carmo) inspirados pela Bem – Aventurada Virgem Maria e pelo Profeta Elias, aquele que fez o povo desacreditar nos  profetas de Baal e voltar a sua fé para o Senhor, dedicam a sua vida ao seguimento de Jesus Cristo, tendo uma missão de fraternidade e serviço para com o povo, através da ternura, mística e solidariedade. 

#### Em Portugal

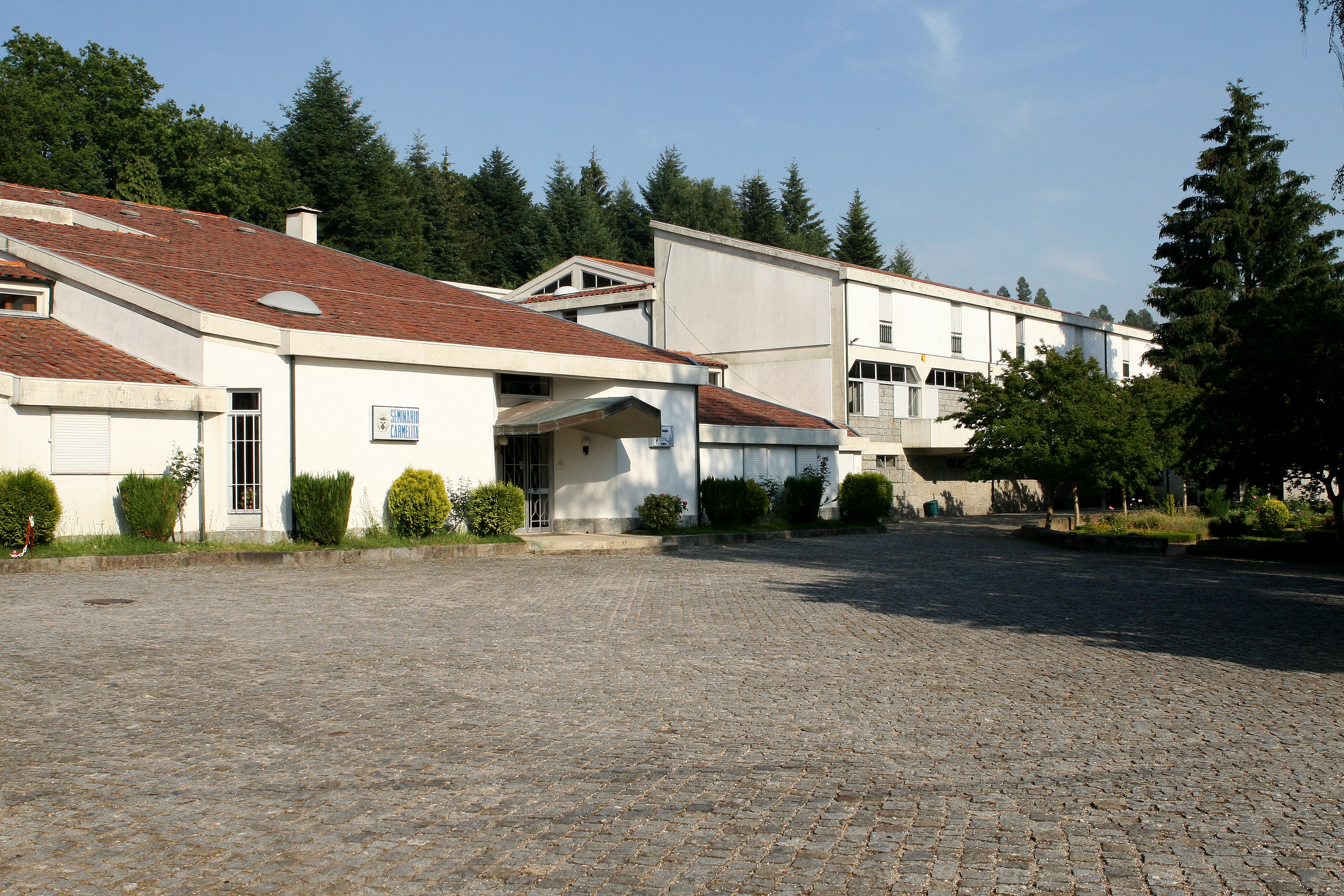

A origem da Ordem do Carmo em Portugal, remonta, de acordo com vários historiadores, para a Idade Média. Os Carmelitas terão chegado a Portugal como capelães dos Militares de São João de Jerusalém, nas suas cruzadas, vindos da Terra Santa, onde defendiam os Lugares Santos,  como peregrinos e também como eremitas. Em 1251, é datada a primeira fundação dos carmelitas em terras de Portugal . Foi-lhes doado, aos militantes, o convento construído pelos mesmos, em Moura . Deste ponto começa a expansão dos Carmelitas até ao Brasil. 
Um outro momento de relevância seria referir a restauração da ordem do Carmo em Portugal, que dado a extinção das Ordens Religiosas, ordenada por Joaquim António de Aguiar, em 1834 e o terramoto de Lisboa, este previamente, em  1755, entrou em extinção (durante 96 anos) o que fez com que os Carmelitas partissem para o Brasil para lá ficarem quase um século sem voltarem a Portugal.

#### Em Braga
Neste contexto de reintegração, os carmelitas chegam a Braga depois de uma tentativa de assentamento em Miranda do Douro (1949) – por falta de condições estruturais. Inauguram o primeiro seminário em 1951 em Braga ( São Bernardo de Sequeira). Tendo esta casa em Braga não cumprido as dimensões necessárias para dar resposta á continuidade de estudantes e noviciados que estavam a ser formados e recrutados, tornou-se imperativo procurar um outro espaço. 
Em 1954 , depois de uma procura exaustiva, o frei Crillo Alleman, pertencente á Província Fluminense ( Rio de Janeiro, Brasil) comissário responsável pela restauração do Carmelo português, aluga a Casa da Falperra em Braga. 

#### No Sameiro
No entanto, os carmelitas de Braga ainda não estariam na sua posição final. Por motivos de praticidade e como viver numa casa arrendada seria uma situação provisória, procurou-se uma nova solução. A confraria do Sameiro, ofereceu-se para doar uma parte do terreno que viria a se tornar o novo Seminário Carmelita do Sameiro, os restantes donativos  surgiram de um peditório Internacional que teve os seus Benfeitores provenientes principalmente da Alemanha e da Holanda. 
O novo seminário, o primeiro construído de raiz em Braga, foi benzido em 31 de Maio de 1964.  A inauguração contou com o Senhor Arcebispo Primaz de Braga, Francisco Maria Silva em 8 de dezembro de 1967. Por esta data ainda teria sido construída a primeira parte do Seminário, o segundo sector tomou partido em 1969, tendo a obra sido finalizada em 1974, transferindo assim todos os alunos para o novo espaço no Sameiro.

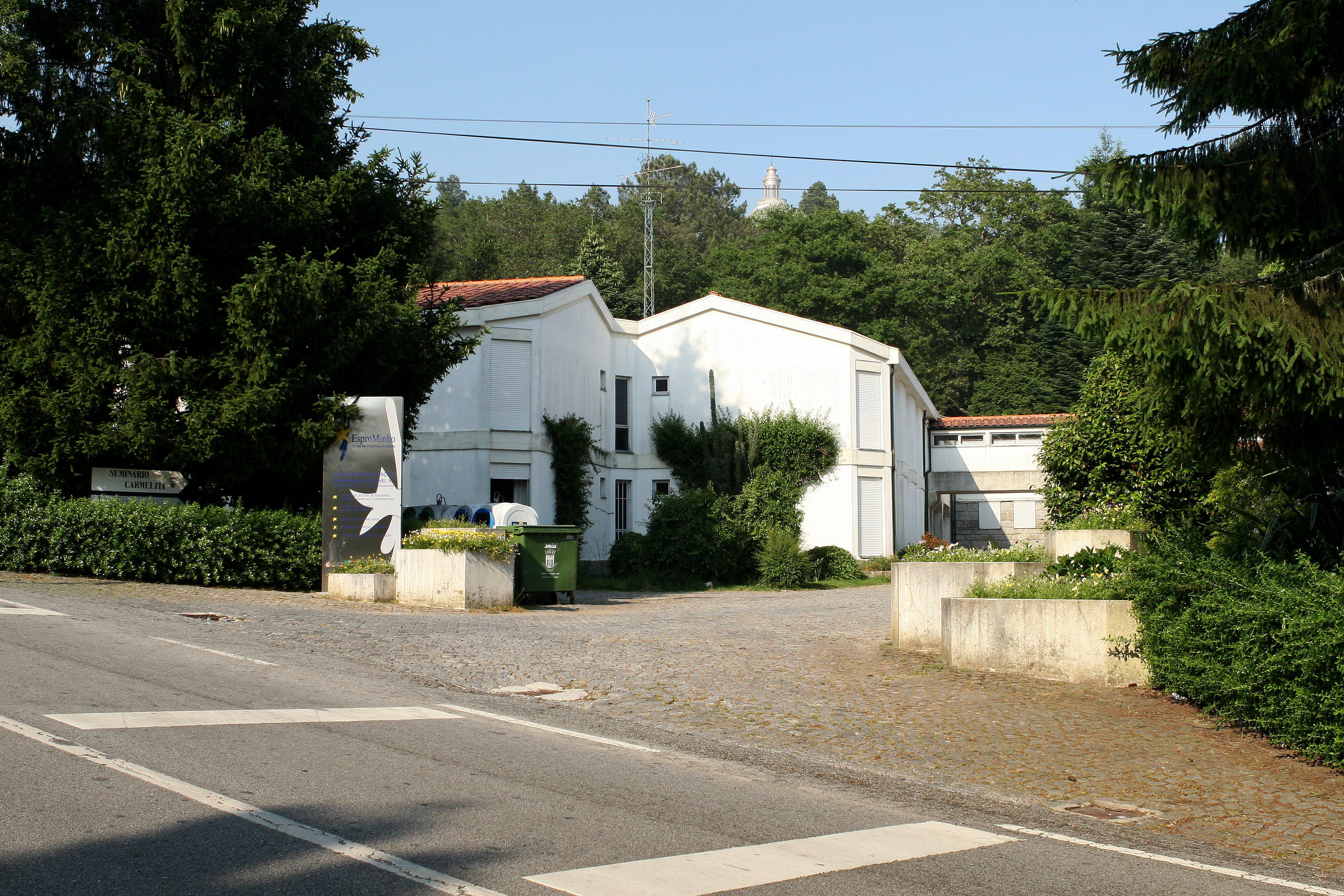

O edifício possui uma caraterística pouco convencional, já não se trata de um mosteiro, possui uma estrutura muito alargada no espaço e bastante ampla.
Está dividido pela parte dos dormitórios que fora primeiramente edificada, com uma capacidade para um média de 100 estudantes. Uma parte escolar, consolidada como sendo a segunda fase da construção do Seminário, e, por final a zona de lazer e parte convencional. O seminário conta ainda com capelas, refeitório, bar, bibliotecas, jardim interior, campo de futebol, uma pequena estrutura subjacente para ajudar no cultivo da horta, uma outra conectada à mesma para a criação de animais, um amplo jardim e um  espaço verde envolvente conectado com a paisagem característica dos Montes do Sameiro e da Rampa da Falperra.

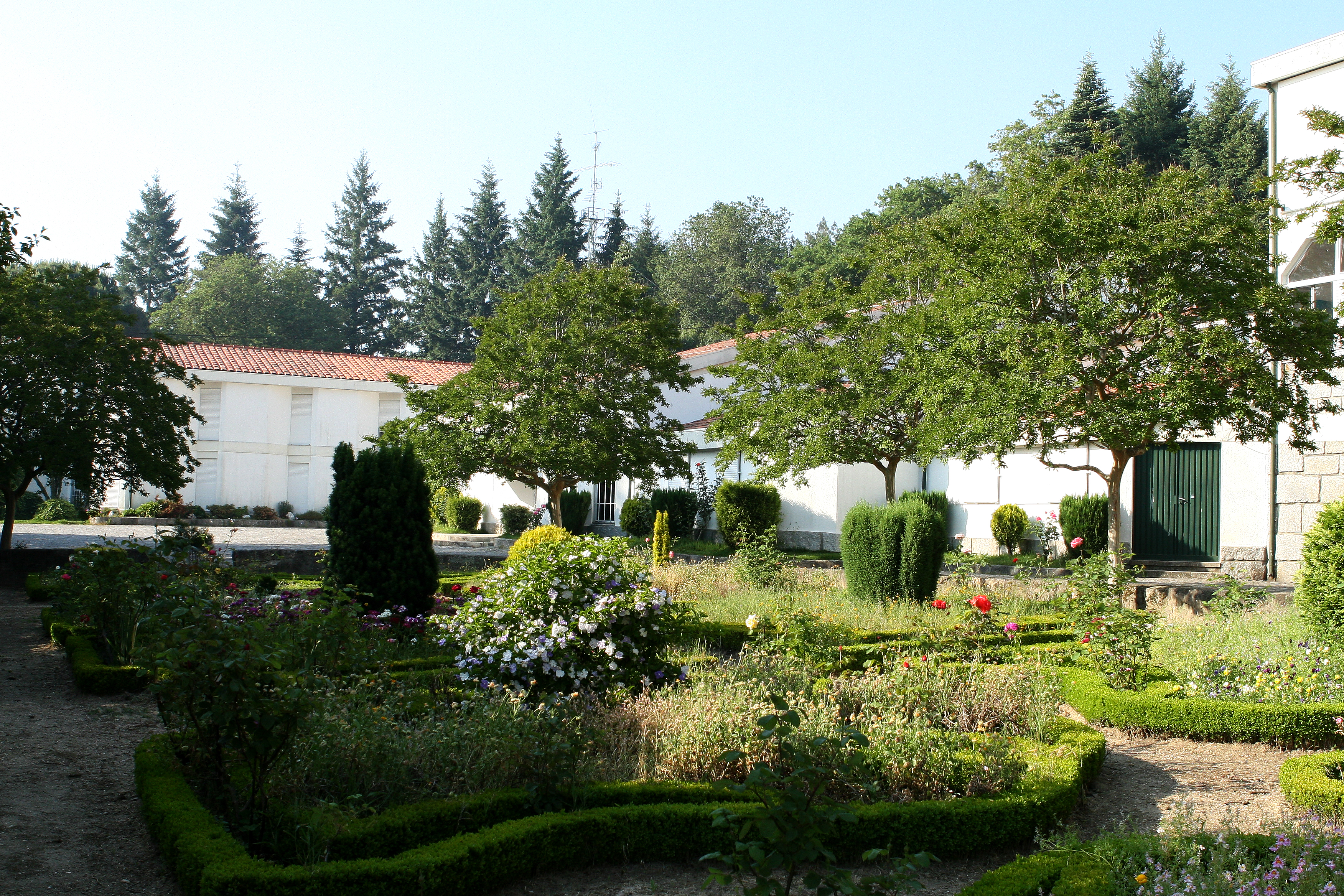

##### Na Atualidade
Este seminário funcionou durante muitos anos como um colégio interno, um centro de estudos, principalmente para jovens com dificuldades financeiras. 
A média de frequência foi de noventa alunos, tendo começado com setenta em 1954. A partir dos anos oitenta a frequência foi diminuindo, tendo atualmente apenas um seminarista. 
De 2000 a 2010 parte das instalações do seminário foi alugada pela escola profissional Exprominho. 
Mais tarde, outras instituições acabaram por alugar parte desta estrutura, sendo ainda maior a que se encontra em desuso. 

##### Atividades da Comunidade
- Ministério Vocacional;
- Acompanhamento dos jovens do Seminário;
- Período da Profissão Simples;
- Assistência religiosa ao Santuário do Sameiro, Igreja de Santa Maria Madalena e à Confraria de Nossa Senhora do Carmo em Braga;
- Orientação de exercícios espirituais;
- Ajuda em paróquias e comunidades religiosas;
- Acolhimento de Grupos.